# 大瓦西里夫卡
47°38′39″N 30°13′56″E / 47.64417°N 30.23222°E
大瓦西里夫卡（烏克蘭語：Велика Василівка）是位於烏克蘭西南部的村莊，由敖德薩州波季利斯克區的柳巴希夫卡市鎮負責管轄。該村始建於1786年，面積2.15平方公里，海拔高度60米，2001年人口131，人口密度每平方公里61.02人。